# 陽和
陽和（1635年十月—1643年十月），是大越国后黎朝神宗黎维祺的第三个年号，共计7年。鄭主兼大元帥總國政為文祖清都王鄭梉。

## 纪年
| 陽和 | 元年   | 2年    | 3年    | 4年    | 5年    | 6年    | 7年    | 8年    | 9年    |
| 公历 | 1635年 | 1636年 | 1637年 | 1638年 | 1639年 | 1640年 | 1641年 | 1642年 | 1643年 |
| 干支 | 乙亥   | 丙子   | 丁丑   | 戊寅   | 己卯   | 庚辰   | 辛巳   | 壬午   | 癸未   |